# Кроноцкая Сопка
Кроно́цкая Со́пка или Кроно́цкий — действующий вулкан на восточном побережье Камчатки. Относится к стратовулканам.

## Описание
Высота 3482 м, вершина — правильный ребристый конус. Вулкан считается действующим, расположен в южной части Гамченского ряда вулканов. У подножья западного склона расположено Кроноцкое озеро. Кроноцкая сопка имеет правильную коническую форму, иссеченную барранкосами, начинающимися с высоты 2500 м. Диаметр основания вулкана 16 км, объем постройки 120 км³. Вершинный кратер заполнен некком и ледником. Кратер имеет звездчатую форму. Склоны конуса вулкана полого спускаются на востоке до побережья Тихого океана, на западе — до Кроноцкого озера. Побочные кратеры приурочены к южному склону. Они представлены цепочкой из семи шлаковых конусов и трех воронок взрыва, вытянутых в широтном направлении. На южных склонах есть фумарольные проявления. Вулкан сложен оливиновыми плагиобазальтами, базальтовыми и андезитовыми шлаками, лавами, пеплом. Извержения редки. Современная активность вулкана проявляется  редкими выделениями на его вершине паров и газов.
Нижние склоны вулкана покрыты лесами из кедрового стланика и каменной берёзы, в верхней части — ледники и снежники. Вероятно, является одним из самых живописных вулканов Камчатки.
Вблизи вулкана — Долина Гейзеров.

## Изображения
- Кроноцкая на закате
- Облако на вершине Кроноцкой
- Кроноцкая сопка с залива у низовий Унаны
- Кроноцкая в облаках